# Франц Темлин
Франц Темлин (мађ. Temlin Ferenc; рођен у Крајни, Мађарска, умро у првој половини 18. века) је био словеначки евангелистички свештеник у Прекмурју, данашњој Словенији.
Темлин је писао прву књигу на прекмурском језику.То је Мали катекизам (Mali katechizmus, 1715. године, Хале, Немачка).